# بخش تاریک
بخش تاریک (به انگلیسی: Dark Sector) یک بازی ویدئویی در سبک‌های ترسناک و تیراندازی سوم شخص است که توسط دیجیتال اکستریمز برای پلی‌استیشن ۳، اکس‌باکس ۳۶۰ و مایکروسافت ویندوز ساخته و به بازار عرضه شده‌است. این بازی در ۲۵ مارس، ۲۰۰۸ در آمریکای شمالی، ۲۷ مارس ۲۰۰۸، در ژاپن و ۴ آوریل ۲۰۰۸، در اروپا منتشر شد. نسخه مایکروسافت ویندوز بازی نیز در سال ۲۰۰۹ در دسترس قرار گرفت.

## بازتاب‌ها
| گردآورنده  | امتیاز |
| ---------- | ------ |
| گیم‌رنکینگز | ۷۳.۲۴٪ |
| متاکریتیک  | ۷۲/۱۰۰ |

| ناشر                    | امتیاز    |
| ----------------------- | --------- |
| وان‌آپ.کام               | B         |
| الکترونیک گیمینگ مانثلی | ۷۸٪       |
| یوروگیمر                | ۶/۱۰      |
| گیم اینفورمر            | ۷.۵/۱۰    |
| گیم‌پرو                  | ۳.۵/۵     |
| گیم‌اسپای                | ۳.۵/۵     |
| آی‌جی‌ان                  | ۷.۵/۱۰    |
| اواکس‌ام (ایالات متحده)  | 5/5 ستاره |